# 低通滤波器
低通滤波器（英語：low-pass filter，简称LPF）容许低频信号通过，但减弱（或减少）频率高于截止频率的信号的通过。对于不同滤波器而言，每个频率的信号的减弱程度不同。当使用在音频应用时，它有时被称为高频剪切滤波器，或高音消除滤波器。
高通滤波器则相反，而带通滤波器则是高通滤波器同低通滤波器的组合。
低通滤波器概念有许多不同的形式，其中包括电子线路（如音频设备中使用的hiss滤波器、平滑数据的数字算法、音障（acoustic barriers）、图像模糊处理等等)。低通滤波器在信号处理中的作用等同于其它领域如金融领域中移动平均数（moving average）所起的作用；这两个工具都通过剔除短期波动、保留长期发展趋势提供了信号的平滑形式。

## 低通滤波器实例

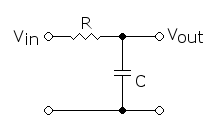
RC电路实现的一个低通电子滤波器

一个固体屏障就是一个声波的低通滤波器。当另外一个房间中播放音乐时，很容易听到音乐的低音，但是高音部分大部分被过滤掉了。类似的情况是一辆小汽车中播放非常大的音乐声，在另外一个车中的人听来却是低音节拍，因为这时封闭的汽车和空气间隔起到了低通滤波器的作用，减弱了所有的高音。
电子低通滤波器用来驱动重低音喇叭（subwoofer）和其它类型的扩音器、并且阻塞它们不能有效传播的高音节拍。
无线电发射机使用低通滤波器阻塞可能引起与其它通信发生干扰的谐波发射。
DSL分离器使用低通和高通滤波器分离共享使用双绞线的DSL和POTS信号。
低通滤波器也在如Roland公司这样的模拟合成器（synthesiser）合成的电子音乐声音处理中发挥着重要的作用。

## 理想与实际滤波器
一个理想的低通滤波器能够完全剔除高于截止频率的所有频率信号并且低于截止频率的信号可以不受影响地通过。实际上的转换区域也不再存在。一个理想的低通滤波器可以用数学的方法（理论上）在频域中用信号乘以矩形函数得到，作为具有同样效果的方法，也可以在时域与sinc函数作卷积得到。
然而，这样一个滤波器对于实际真正的信号来说是不可实现的，这是因为sinc函数是一个延伸到无穷远处的函数（extends to infinity），所以这样的滤波器为了执行卷积就需要预测未来并且需要有过去所有的数据。对于预先录制好的数字信号（在信号的后边补零，并使得由此产生的滤波后的误差小于量化误差）或者无限循环周期信号来说这是可实现的。
实时应用中的实际滤波器通过将信号延时一小段时间让它们能够“看到”未来的一小部分来近似地实现理想滤波器，这已为相移所证明。近似精度越高所需要的延时越长。
采样定理（Nyquist-Shannon sampling theorem）描述了如何使用一个完善的低通滤波器和奈奎斯特-香农插值公式从数字信号采样重建连续信号。实际的数模转换器都是使用近似滤波器。

## 电子低通滤波器

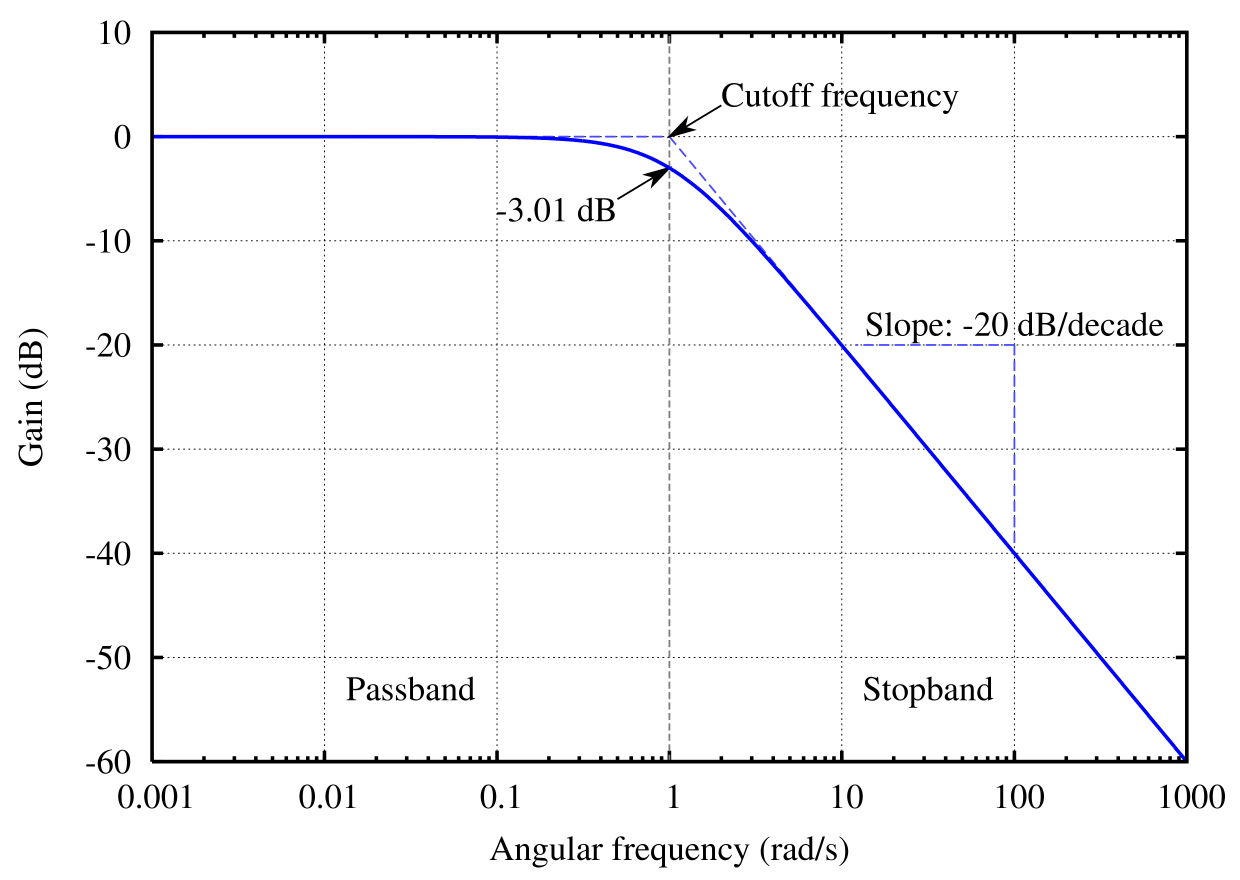
一阶滤波器的频率响应

有许许多多不同频率响应的不同类型滤波器电路。滤波器的频率响应通常用波德圖表示。
- 例如，一阶滤波器在频率增加一倍（增加octave）时将信号强度减弱一半（大约-6dB）。[1]一阶滤波器幅度波特图在截止频率之下是一条水平线，在截止频率之上则是一条斜线。在两者边界处还有一个"knee curve"在两条直线区域之间平缓转换。
- 二阶滤波器对于削减高频信号能起到更高的效果。这种类型的滤波器的波特图类似于一阶滤波器，只是它的滚降速率更快。例如，一个二阶的巴特沃斯滤波器（它是一个没有尖峰的临界衰减RLC电路）频率增加一倍时就将信号强度衰减到最初的四分之一（每倍频-12dB）。其它的二阶滤波器最初的滚降速度可能依赖于它们的Q因数，但是最后的速度都是每倍频 -12dB。
- 三阶和更高阶的滤波器也是类似。总之，最后n阶滤波器的滚降速率是每倍频6ndB。

对于任何的巴特沃斯滤波器，如果向右延长水平线并且向左上延伸斜线（函数的渐近线，它们将相交在“截止频率”。一阶滤波器在截止频率的频率响应是水平线下-3dB。不同类型的滤波器——巴特沃斯滤波器、切比雪夫滤波器等——都有不同形状的“knee curves”。许多二阶滤波器设计成有“峰值”或者谐振以得到截止频率处的频率响应处在水平线之上。
“低”和“高”的含义——例如截止频率——依赖于滤波器的特性。（术语“低通滤波器”仅仅是指滤波器响应的形状。一个高通滤波器能够设计成比任何低通滤波器截止频率更低的截止频率。不同的频率响应是区分它们的依据。）电子滤波器能够设计成任何所期望的频率范围——可以到微波频率（超过1000 MHz）乃至更高。

### 无源电子滤波器实现

显示元件阻抗的低通滤波器

一个可以作为低通滤波器的简单电路包括与一个负载串联的电阻以及与负载并联的一个电容。电容有电抗作用阻止低频信号通过，低频信号经过负载。在较高频率电抗作用减弱，电容起到短路作用。这个区分频率（也称为转换频率或者截止频率（Hz））由所选择的电阻和电容所确定。
{\displaystyle f_{\mathrm {c} }={1 \over 2\pi RC}}
或者（弧度每秒）：
{\displaystyle \omega _{\mathrm {c} }={\frac {1}{RC}}}
一个理解这个电路的方法是集中于电容充电的时刻。电容通过电阻充放电需要花费一定的时间：
- 在较低频率，电容有充足的时间充电直至电压等同于输入电压。
- 在较高频率，电容在输入电流方向切换之前只能充很少的电量。输出上下波动的幅度只有输入信号波动的一小部分。在两倍的频率，电容只有充一半电量的时间。

另外一个理解这个电路的方法是在特定频率的电抗：
- 由于直流电不能通过电容器，直流电输入必须从标为{\displaystyle V_{\mathrm {out} }}（类似于去掉电容）的路径“流出”。
- 由于交流电可以很容易地流过电容器——几乎同流过固态电线一样容易——输入的交流电从电容器“流出”，电容器将它短路到地（类似于使用一根导线替换电容器）。

需要注意的是电容器不是如上面所解释的阻断或接通那样的一个“开/关”器件。电容器不断变化地工作在两个状态之间。波特图和频率响应可以显示这个变化。

### 計算及相位差

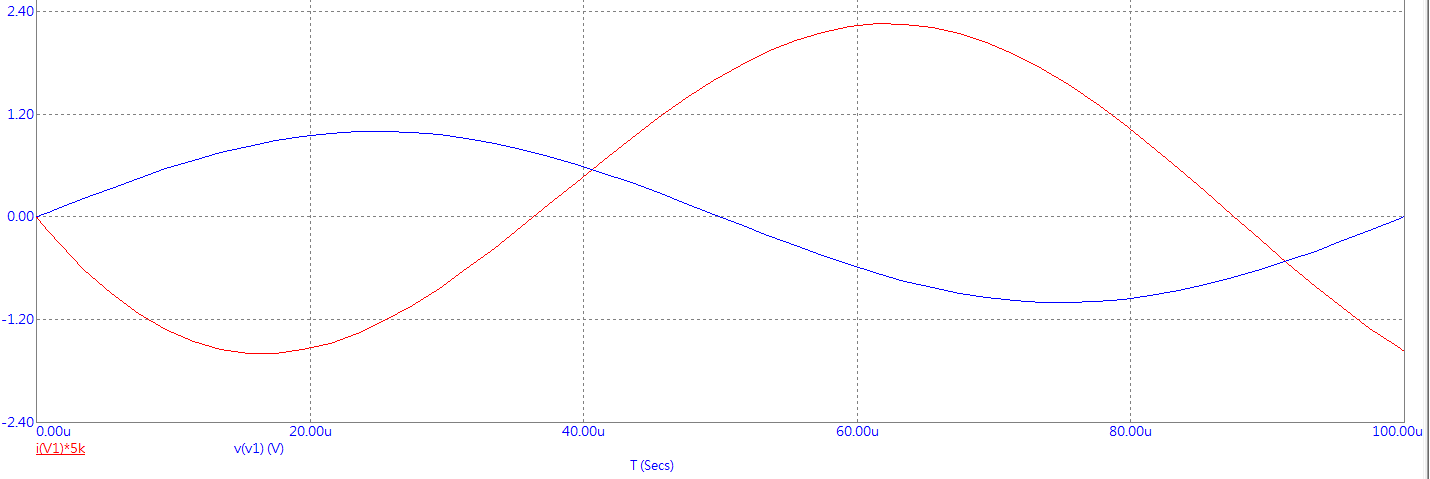
由於電流太小，所以把它乘以5千倍，但相位不受影響

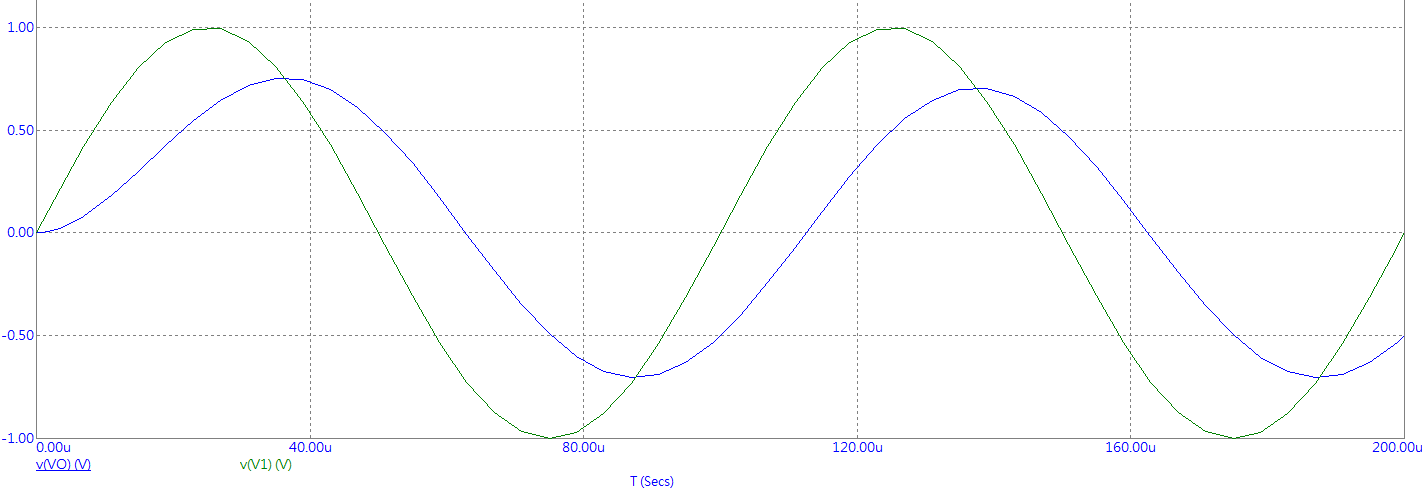
輸入電壓和輸出電壓之間有45度的相位差。

假設上圖的R是1.59kOhm及C是10nF, Vin = {\displaystyle 1V\angle 0^{\operatorname {\mathrm {o} } }}, 10kHz
要計算電阻跟電容的組合不能單純的把它們加在一起，需使用複數。
R串聯C:
{\displaystyle Rt=R-jXc=1.59k-j1.59k=2.249k\angle -45^{\operatorname {\mathrm {o} } }}
總電流:
{\displaystyle It={\frac {V_{\text{in}}}{Rt}}={\frac {1\angle 0^{\operatorname {\mathrm {o} } }}{2.249k\angle -45^{\operatorname {\mathrm {o} } }}}=444.642uA\angle 45^{\operatorname {\mathrm {o} } }}
IT的45度代表電流比電壓快了45度。
輸出電壓:
{\displaystyle V_{\text{out}}\angle \theta =Xc\times It=1.59k\angle -90^{\operatorname {\mathrm {o} } }\times 444.642uA\angle 45^{\operatorname {\mathrm {o} } }=0.707V\angle -45^{\operatorname {\mathrm {o} } }}
因為電容會令電流領先電壓90度，所以相角部份是-90度
輸出電壓的-45度代表輸出電壓比輸入電壓走慢了45度

### 有源电子滤波器实现

有源低通滤波器

另外一种类型的电路是有源低通滤波器。
在这个例子中，截止频率（Hz）定义为：
{\displaystyle f_{\mathrm {c} }={1 \over 2\pi R_{2}C}}
或者（弧度每秒）：
{\displaystyle \omega _{\mathrm {c} }={\frac {1}{R_{2}C}}}
通带增益是{\displaystyle {\frac {-R_{2}}{R_{1}}}}，由于是一阶滤波器，其阻带滚降速率为每倍频6dB。
许多情况下，一个简单的增益或者抑制放大器（参见运算放大器）通过添加电容C转换成低通滤波器。这样就减弱了高频率下的频率响应，并且避免了放大器内部的震荡。例如，一个音频放大器可以制作成截止频率为100kHz的低通滤波器以减弱可能会引起震荡的频率下的增益。由于人耳能够听到的音频最大大约是20kHz，感兴趣的频率就完全落在通带内，这样放大器的表现就同所关心的音频一模一样。